# Huw Nightingale
Huw Nightingale (* 12. November 2001 in Bolton) ist ein britischer Snowboarder. Er startet in der Disziplin Snowboardcross.

## Werdegang
Nightingale nahm im März 2018 in Veysonnaz erstmals am Europacup teil, wobei er die Plätze 40 und 16 errang. Bei den Juniorenweltmeisterschaften 2018 in Cardrona kam er auf den 42. Platz, bei den Juniorenweltmeisterschaften 2019 auf der Reiteralm auf den 31. Rang und bei den Juniorenweltmeisterschaften 2021 in Krasnojarsk auf den vierten Platz. Sein Debüt im Snowboard-Weltcup gab er im Dezember 2021 in Montafon, wobei er den 28. Platz errang. Bei den Olympischen Winterspielen 2022 in Peking belegte er den 30. Platz im Einzel und zusammen mit Charlotte Bankes den sechsten Rang im Teamwettbewerb. Im folgenden Jahr gewann er bei den Weltmeisterschaften in Bakuriani im Teamwettbewerb mit Charlotte Bankes die Goldmedaille. Im Einzel fuhr er auf den 33. Platz.

## Privates
Nightingale lebt seit mehreren Jahren in Tirol. Zudem spielte er mehrere Jahre für den SV Westendorf in der Gebietsliga Ost.

## Erfolge

### Olympische Winterspiele
- 2022 Peking: 6. Platz Snowboardcross Team, 30. Platz Snowboardcross

### Weltmeisterschaften
- 2023 Bakuriani: 1. Platz Snowboardcross Team, 33. Platz Snowboardcross
- 2025 Engadin: 10. Platz Snowboardcross, 12. Platz Snowboardcross Team

### Weltcup
- 13 Platzierungen unter den besten 30

#### Weltcupsiege im Team
| Nr. | Datum            | Ort              |
| --- | ---------------- | ---------------- |
| 1.  | 2. Dezember 2023 | Les Deux Alpes 1 |

#### Weltcup-Gesamtplatzierungen
| Saison  | Platz | Punkte |
| ------- | ----- | ------ |
| 2021/22 | 49.   | 16     |
| 2022/23 | 45.   | 22     |
| 2023/24 | 44.   | 28     |
| 2024/25 | 35.   | 68     |

### Europacup
- 4 Platzierungen unter den besten 10

### Australian New Zealand Cup
- 2 Platzierungen unter den besten 30

### Juniorenweltmeisterschaften
- Cardrona 2018: 42. Snowboardcross
- Reiteralm 2019: 31. Snowboardcross
- Krasnojarsk 2021: 4. Snowboardcross

### Sonstige Erfolge
- 2 Siege bei FIS-Rennen